# 福岡県立行橋高等学校
福岡県立行橋高等学校（ふくおかけんりつゆくはしこうとうがっこう、英語: Fukuoka Prefectural Yukuhashi High School）は、福岡県行橋市泉中央1丁目に所在する公立高等学校である。略称は「行高（ゆくこう）」。

## 沿革
- 1903年（明治36年） 京都郡延永村（現・行橋市）に行事農学校を、同豊津村に豊津農学校を開校。
- 1907年（明治40年） 京都郡立農学校を開校。
- 1923年（大正12年） 郡制廃止により京都郡立農学校を福岡県に移管し、福岡県立京都農学校とする。
- 1948年（昭和23年） 学制改革により、福岡県立京都農業高等学校となる。農業科・畜産科を新設。
- 1949年（昭和24年） 福岡県立豊前高等学校と改称し、定時制農業科を新設。京都郡今元村（現・行橋市）の今元小学校内に今元分校を開校。
- 1950年（昭和25年） 今元分校に定時制普通科を新設。
- 1955年（昭和30年） 福岡県立豊前農業高等学校と改称し、農村家庭科を新設。定時制普通科夜間部の行橋分校を開校。今元分校は募集停止。
- 1961年（昭和36年） 行橋分校を京都高等学校に移管。
- 1979年（昭和54年） 造園土木科を新設。畜産科は募集停止。
- 1989年（平成元年） 農業科を農業技術科、造園土木科を環境緑地科とする。
- 1991年（平成3年）  福岡県立行橋高等学校と改称。生活文化科・情報会計科を新設。生活科は募集停止。
- 2003年（平成15年） 情報会計科→ビジネス情報科、生活文化科→生活デザイン科と改称。

## 学科
- 農業技術科
- 環境緑地科
- 総合ビジネス科
- 生活デザイン科

## 校訓
創造 勤労 協同

## 校歌
- 作詞・作曲：岡田一吉

一
山なみはるか　英彦山を
仰げば希望の　白い雲
ふくらむ胸に　夢抱き
学びの道を　進みゆく
ああ　わが学び舎　行橋高校
ニ
岸辺はみどり　今川を
のぞめば歴史の　流れあり
未来を誓う　青春の
高なる心　今ここに
ああ　わが学び舎　行橋高校
三
そよ風さやか　泉野に
憩えば文化の　花香る
明るい瞳　輝きて
あしたを語る　友と友
ああ　わが学び舎　行橋高校

## 通学区域
福岡県内全域。

## 交通
- JR九州日豊本線南行橋駅、または平成筑豊鉄道田川線令和コスタ行橋駅より徒歩5分